# Yasmina Khadra
Yasmina Khadra (Kenadsa, Wilaya de Béchar, Sàhara algerià, 10 de gener de 1955) és el pseudònim de l'escriptor algerià en llengua francesa Mohammed Moulessehoul, que va adoptar aquest nom per motius de seguretat (va ser oficial de l'exèrcit).
Va estudiar a l'Escola Nacional dels Cadets de la Revolució, compaginant la seva formació com a militar, i la seva posterior incorporació a l'exèrcit, amb la literatura. La seva primera novel·la, escrita a principis de 1973, no va ser publicada fins a 1984. Després d'escriure sis novel·les signades amb el seu nom real, decideix l'any 1989 publicar amb el pseudònim de Yasmina Khadra, principalment per posar fi a l'autocensura que s'havia imposat degut a la delicada situació política del seu país i a la seva posició dins l'exèrcit.
L'any 1997 publica la que serà la novel·la que li donarà la fama: Morituri. L'any 2000, i amb el grau de comandant, abandona l'exèrcit algerí per dedicar-s'hi enterament a la literatura. Quan es descobreix el fet de la seva veritable identitat i la serva pertinença a unes forces militars criticades a tot Europa, li arribà la polèmica, especialment a França on Yasmina Khadra s'havia convertit en el paradigma de dona civil algerina envoltada en una situació social inacceptable.
A les seves obres tracta els conflictes del món musulmà, la violència i la doble visió Occident-món àrab. La seva trajectòria ha estat força polèmica, tant pels temes com pel fet d'escollir el francès per divulgar la seva obra. Ha estat traduït en trenta llengües i ha obtingut el reconeixement internacional amb premis com l'IMPAC.

## Obres destacades
- El Kahira (1986)
- Morituri (1997)
- Les agneaux du seigneur (1998)
- L'écrivain (2001)
- Les hirondelles de Kaboul (2002)
- L'attentat (2005)
- Les sirenes de Bagdad (2006), publicada en català per Edicions 62
- La deshonra de Sarah Ikker (2020)
- Les Vertueux, edicions Mialet-Barrault (2022)